# Mother Night (film)
Pour plus de détails, voir Fiche technique et Distribution.
Mother Night est un film américain réalisé par Keith Gordon, sorti en 1996.

## Synopsis
Dans une prison israélienne, un espion américain infiltré au cœur de la propagande nazie écrit ses mémoires.

## Fiche technique
- Titre : Mother Night
- Réalisation : Keith Gordon
- Scénario : Robert B. Weide d'après le roman Mother Night de Kurt Vonnegut
- Musique : Michael Convertino
- Photographie : Tom Richmond
- Montage : Jay Rabinowitz
- Production : Keith Gordon et Robert B. Weide
- Société de production : Fine Line Features, New Line Cinema et Whyaduck Productions
- Société de distribution : Fine Line Features (États-Unis)
- Pays :  États-Unis
- Genre : Drame, romance, guerre et espionnage
- Durée : 114 minutes
- Dates de sortie : 
  -  États-Unis : 1er novembre 1996

## Distribution
- Nick Nolte : Howard Campbell
- Sheryl Lee : Helga et Resi Noth
- Alan Arkin : George Kraft
- John Goodman : le major Frank Wirtanen
- Shimon Aviel : le garde Bernard Liebman
- Bill Corday : le père de Campbell
- Bronwen Mantel : la mère de Campbell
- Brawley Nolte : Howard Campbell jeune
- Zach Grenier : Joseph Goebbels
- Richard Zeman : Rudolph Hoess
- Norman Rodway : Werner Noth
- Kirsten Dunst : Resi Noth jeune
- David Strathairn : Bernard B. O'Hare
- Arye Gross : Dr. Abraham Epstein
- Anna Berger : la mère d'Epstein
- Henry Gibson : Adolf Eichmann (voix)
- Bernard Behrens : Dr. Lionel Jones
- Vlasta Vrana : August Krapptauer
- Gerard Parkes : le père Keeley
- Frankie Faison : le Führer noir

## Accueil
Le critique Roger Ebert a écrit à propose du film qu'il valait surtout pour la performance de Nick Nolte.